# Agrimonia parviflora
Agrimonia parviflora là loài thực vật có hoa trong họ Hoa hồng. Loài này được Aiton mô tả khoa học đầu tiên năm 1789.

## Hình ảnh

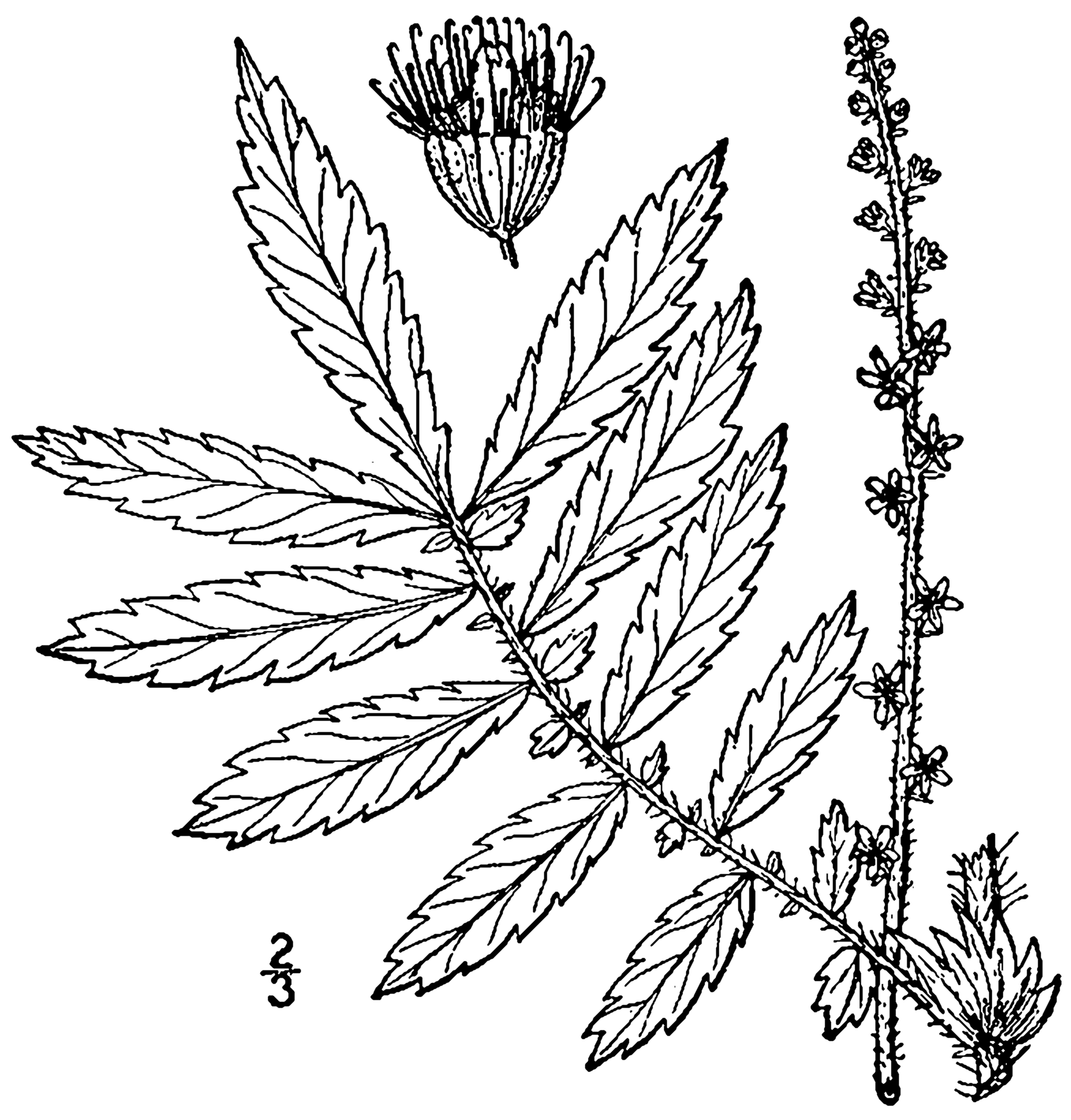
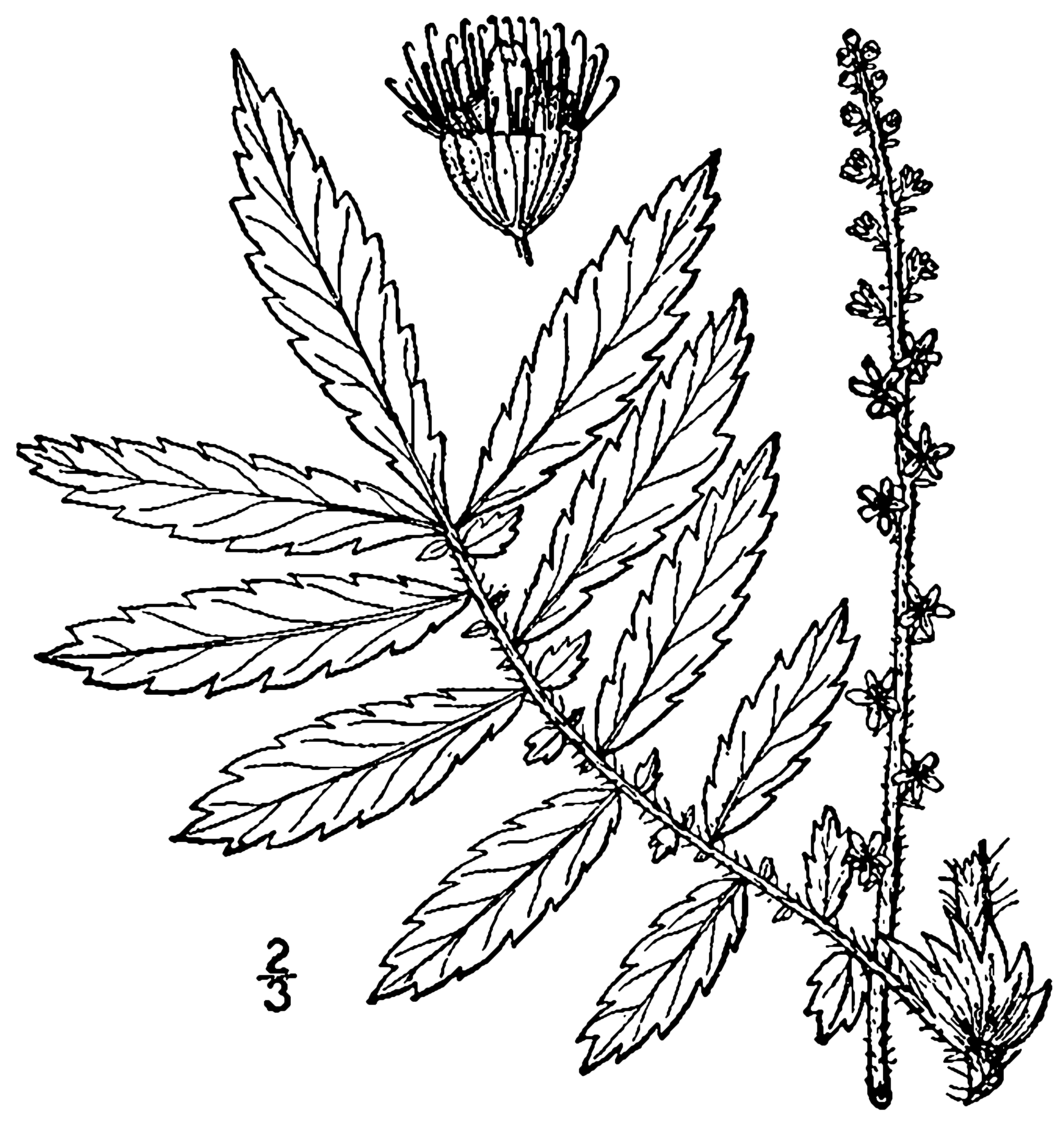
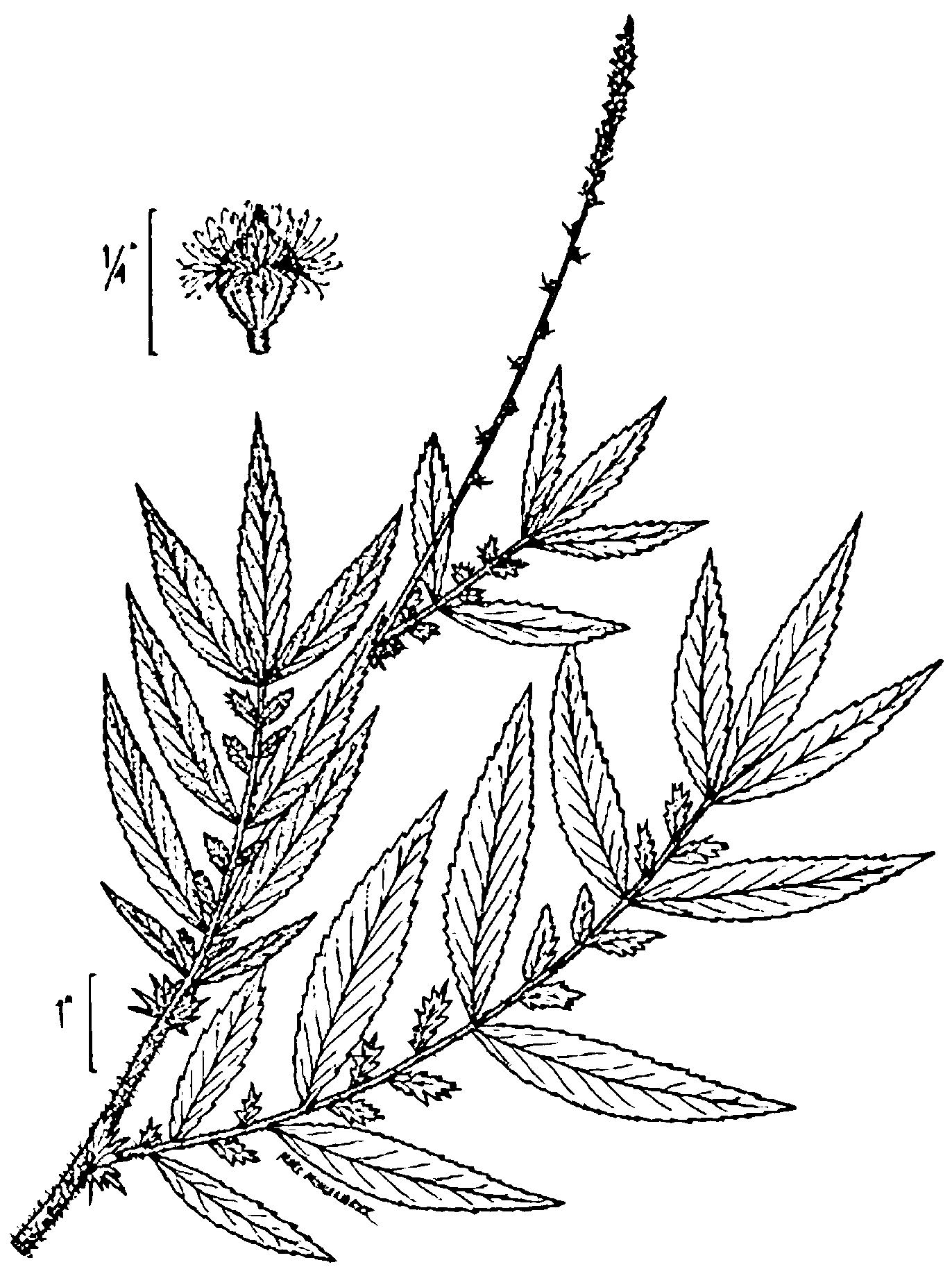